# Sarpsborg
Sarpsborg es una ciudad y un municipio de la provincia de Østfold, Noruega. Tiene 54 192 habitantes según el censo de 2015 y una superficie de 405 km².
Limita con los municipios de Våler y Skiptvet al norte, Rakkestad y Halden al este, Fredrikstad al oeste y Hvaler al sudeste.

## Historia
En el municipio hay abundantes vestigios de la Edad de Piedra, entre los que se encuentran restos de viviendas. Cerca del pueblo de Skjeberg hay tumbas megalíticas, de las pocas que se han encontrado en Noruega. También hay petroglifos relacionados con la agricultura procedentes de la Edad de Bronce.
Sarpsborg es una de las ciudades más antiguas de Noruega. Fue fundada con el nombre de Borg en 1016 por el rey Olaf el Santo. El rey navegó sobre el río Glomma, pero la catarata Sarp ("Sarpsfossen") le impidió continuar. Justo río abajo de la catarata se levantó la nueva ciudad y el rey estableció una residencia llamada Borregaard. Borg fue la sede de una asamblea (ting) llamada Borgarting, que tenía jurisdicción sobre la región oriental del fiordo de Oslo. Los reyes solían pasar el invierno en la ciudad pero con la construcción del castillo de Akershus en Oslo por Haakon V, la residencia de Borregaard pasó a manos privadas y Borg dejó de ser residencia real.
A partir del siglo XIII la ciudad comenzó a ser llamada Sarpsborg.
En 1567, durante la Guerra Nórdica de los Siete Años que enfrentó a Dinamarca-Noruega contra Suecia, el ejército sueco invadió la región e incendió Sarpsborg. Tras la destrucción de la ciudad, el rey Federico II decidió trasladar la ciudad 14 kilómetros río abajo, en la desembocadura del Glomma, de modo que fuera más fácil su defensa contra otro posible ataque sueco. Esta nueva ciudad cambió su nombre a Fredrikstad en 1569. Una parte de los pobladores de Sarpsborg se quedaron a vivir en las inmediaciones de la localidad original, en Gleng (actualmente un barrio al norte del centro de la ciudad). En 1702 un corrimiento de tierra destruyó prácticamente todo resto de la ciudad vieja, a excepción de las ruinas de la iglesia de san Nicolás y parte de las murallas.
En 1839 Sarpsborg recibió nuevamente el privilegio de ciudad, y experimentó un rápido crecimiento económico debido a la explotación de madera, con los aserraderos de Borregaaard y Haflsund situados a cada lado de la catarata Sarp. La posibilidad de navegar por el Glomma hasta Sarpsborg hizo que la ciudad no dependiera del puerto de Fredrikstad. En 1845 Sarpsborg contaba con el segundo puerto maderero más grande de Noruega, pero a la larga no pudo competir con los aserraderos de Fredrikstad, que usaban máquinas de vapor. 
En la década de 1890, la empresa Borregaard viró hacia la industria de la celulosa y el papel, dándole un nuevo impulso a la ciudad. La población aumentó de 7000 en 1890 y a 18 000 en 1910. En 1909, Borregaard era la mayor empresa industrial de Noruega con 2000 empleados. La industria se diversificó, y aparecieron importantes empresas de envases, navajas y estufas, pero Borregaard continuó siendo el principal motor de la economía. Hasta los años 1970 esta empresa era uno de los mayores grupos industriales noruegos y su planta de Sarpsborg una de las más grandes instalaciones industriales del país.
En 1992 el municipio de Sarpsborg fue agrandado significativamente con la fusión de los municipios de Tune, Varteig y Skjeberg.

## Deporte
• Sarpsborg 08 FF juega en la Tippeligaen y su estadio es el Sarpsborg Stadion

### Participaciones en los Torneos UEFA
| Temporada | Torneo             | Ronda         | Club             | Casa | Visita | Global   |
| --------- | ------------------ | ------------- | ---------------- | ---- | ------ | -------- |
| 2018-19   | UEFA Europa League | Primera ronda | ÍBV              | 2–0  | 4–0    | 6–0      |
| 2018-19   | UEFA Europa League | Segunda ronda | St. Gallen       | 1–0  | 1–2    | 2–2 (v.) |
| 2018-19   | UEFA Europa League | Tercera ronda | HNK Rijeka       | 1–1  | 1–0    | 2–1      |
| 2018-19   | UEFA Europa League | Play-off      | Maccabi Tel Aviv | 3–1  | 1–2    | 4–3      |
| 2018-19   | UEFA Europa League | Grupo B       | Besiktas         | 2–3  | 1–3    | 4° Lugar |
| 2018-19   | UEFA Europa League | Grupo B       | Genk             | 3–1  | 0–4    | 4° Lugar |
| 2018-19   | UEFA Europa League | Grupo B       | Malmö FF         | 1–1  | 1–1    | 4° Lugar |

## Ciudades hermanadas
- Belén, Palestina
- Berwick-Upon-Tweed, Reino Unido
- Södertälje, Suecia
- Grand Forks, Estados Unidos
- Struer, Dinamarca
- Forssa, Finlandia